# Lenguas Kainantu
Las lenguas Kainantu constituyen una de las dos ramas de la familia Kainantu-Goroka, que a su vez se consideran usualmente como las lenguas trans-neoguineanas. Deben su nombre al distrito de Kainantu, a unos 90 km de Goroka a lo largo de la autopista de las Tierras Altas de Papúa Nueva Guinea.

## Clasificación
Capell (1948-49) sugirió el parentesco con las lenguas Goroka, hipótesis que fue asumida por S. Wurm (1961, 1964). William A. Foley (1986) considera listas comparativas de vocabulario básico (ver más adelante léxico comparado) y muestra claras evidencias del parentesco con la slenguas Goroka.

### Fonología
Sobre la base de algunas reconstrucciones preliminares W. A. Foley, el proto-Kainantu el siguiente inventario consonántico:
|             | Labial | Alveolar | Palatal | Velar |
| ----------- | ------ | -------- | ------- | ----- |
| oclusiva    | *p     | *t       |         | *k    |
| fricativa   |        | *s       |         |       |
| nasal       | *m     | *n       |         |       |
| aproximante | *w     |          | *y      |       |
En cuanto al inventario vocálico se reconstruyen al menos cuatro fonemas distintivos /*i, *a, *o, *u/, podría haber un sexto fonema reconstruible como /*aa/ o tal vez /*ɔ/ (esto explicaría algunas correspondencias regulares). En el apartado de comparación léxica se muestran algunas correspondencias que sustentan este sistema reconstruido.

### Comparación léxica
Algunos términos tomados de la lista de W. A. Foley (1986) son:
|    | GLOSA          | Awa      | Auyana     | Gadsup   | Tairora    | PROTO- KAINANTU |
| -- | -------------- | -------- | ---------- | -------- | ---------- | --------------- |
| 1  | 'dos'          | tɔtare   | kaiʔa      | kaantani | taaraʔanta | *taata          |
| 2  | 'hombre'       | wɛ       | waiya      | banta    | bainti     | *wai-           |
| 3  | 'agua'         | no       | nomba      | nomi     | namari     | *no-(mb-)       |
| 4  | 'fuego'        | ira      | irama      | ikai     | iha        | *i-ta-          |
| 5  | 'árbol'        | ta       | taima      | yaani    | katari     | *ta-/ *ya-(?)   |
| 6  | 'hoja'         | ɔnɔ      | anama      | anai     | mare       | *ana-           |
| 7  | 'raíz'         | anuʔ     | anuʔa      | anuʔi    | tuʔa       | *               |
| 8  | 'casa'         | nɔ       | naamba     | maʔi     | naabu      | *naambo         |
| 9  | 'seno'         | nɔ       | naamba     | naami    | naama      | *naama          |
| 10 | 'diente'       | awɛ      | awaiyamba  | abakuni  | aabai      | *a-wai          |
| 11 | 'hueso'        | ayɔnta   | ayaantamba | ayampai  | buhaarima  | *a-yampa-       |
| 12 | 'oreja'        | ɔre      | aʔa        | aakami   | aato       | *aato           |
| 13 | 'pelo'         | (a)yɔra  | aayara     | -nyoi    | kauhi      | *yaara(?)       |
| 14 | 'pierna'       | ai       | aisamima   | akani    | aiʔu       | *ai-            |
| 15 | 'sangre'       | nɛe      | naema      | naarei   | naare      | *nae-           |
| 16 | 'mano'         | ayɔnobeh | ayamba     | aayaami  | kauʔu      | *ya             |
| 17 | 'huevo'        | au       | auma       | amuʔi    | auru       | *amu            |
| 18 | 'sol'          | popoʔnah | aabauma    | ikona    | kauri      | *po-            |
| 19 | 'hacha'        | konaro   | koraroba   | kunataʔi | kaarima    | *konato-        |
| 20 | 'bolsa de red' | unɔ      | unaamba    | unaami   | uta        | *               |
| 21 | 'comer'        | nɔno     | nare       | naano    | naana      | *naano          |
| 22 | 'morir'        | pukire   | pukai      | pukono   | ʔutubiro   | *puki-          |
| 23 | 'decir'        | iraruwo  | siyo       | seʔu     | tiena      | *si-            |
| 24 | 'dar'          | awiʔ     | ami        | ameno    | amina      | *ami-           |
| 25 | 'grande'       | aanotɔ   | anomba     | inoʔna   | nora       | *no-mpa~ *no-ta |
De esta lista de palabras pueden obtenerse cognados claros que permiten reconstruir las siguientes correspondencias fonéticas regulares:
| Awa | Auyana | Gadsup | Tairora | PROTO- KAINANTU | Nº COGNADO                  |
| --- | ------ | ------ | ------- | --------------- | --------------------------- |
| p   | p/b    | p      | p       | *p              | 18, 22                      |
| m   | m      | m      | m       | *m              | 24                          |
| t   | t      | l      | t/r     | *t              | 1, 25                       |
|     | s      | s      |         | *s              | 23                          |
| n   | n      | n      | n       | *n              | 3, 6, 9, 15, 21             |
| k   | k      | k      | k       | *k              | 19, 22                      |
| w   | w      | b      | b       | *w              | 2, 10                       |
| y   | y      | y      |         | *y              | 16                          |
| a   | a      | a      | a       | *a              | 7, 10, 11, 14, 24           |
| i   | i      | i      | i       | *i              | 4, 14, 24                   |
| u   | u      | u      | u       | *u              | 7, 20, 22                   |
| o   | o      | o      | o       | *o              | 3, 25                       |
| ɔ   | a/aa   | a/aa   | aa      | *aa             | 6, 8, 9, 10, 11, 12, 13, 21 |
Los numerales en diferentes lenguas Kainantu:
| GLOSA | Gadsup-Awa  | Gadsup-Awa | Gadsup-Awa    | Gadsup-Awa          | Tairora              | Tairora      | Tairora         | PROTO- KAINANTU   |
| GLOSA | Agarabi     | Awa        | Gadsup        | Usarufa             | Binumarien           | Tairoa sept. | Waffa           | PROTO- KAINANTU   |
| ----- | ----------- | ---------- | ------------- | ------------------- | -------------------- | ------------ | --------------- | ----------------- |
| '1'   | mana        | morə́       | ma̠nǎi         | morama              | mɔːʔdáː              | βoʔaɪqa      | mmuaa-vai       | *maana            |
| '2'   | kan         | tǽtɑ́re     | kanta̠nnî      | kaayaʔa             | ʔaːɽɐʔɐ́ndɐ           | tarau        | taara- vaitana  | *taata            |
| '3'   | kanú manaú  | əpɑtə́ro    | kamoré        | kaomomo             | 2+1                  | taraumoru    | taara- vooma    | *taata-mana (2+1) |
| '4'   | kamí kamí   | itəréitəre | eríyéwá̠mi     | kaayaʔte kaayaʔteʔa | 2+2                  | 2+2          | taarama taarama | *2+2              |
| '5'   | dan manápá  | moberíɑ    | man̠a yá̠cmá̠nni | mora tiyaapaʔa      | mɔːʔdáːnːɐi ʔísɐukːu | 2+2+1        | yaaku sai-vai   | *                 |
| '6'   | 'mano'+1    | 'mano'+1   | 'mano'+1      | 'mano'+1            |                      | 'mano'+1     | 'mano'+1        | *'mano'+1         |
| '7'   | 'mano'+2    | 'mano'+2   | 'mano'+2      | 'mano'+2            |                      | 'mano'+2     | 'mano'+2        | *'mano'+2         |
| '8'   | 'mano'+3    | 'mano'+3   | 'mano'+3      | 'mano'+3            |                      | 'mano'+3     | 'mano'+3        | *'mano'+3         |
| '9'   | 'mano'+4    | 'mano'+4   | 'mano'+4      | 'mano'+4            |                      | 'mano'+4     | 'mano'+4        | *'mano'+4         |
| '10'  | tiyan mikan | inajɑ́hnku  | tiyǎnkanni    | make tiyaakama      | ʔísɐukːuʔɐɽɐ         |              | yaaku- vaitana  | *tiyan-kam-       |